# Tauscheria lasiocarpa
Tauscheria es un género monotípico de plantas fanerógamas perteneciente a la familia Brassicaceae. Su única especie: Tauscheria lasiocarpa, es originaria del Asia Central, donde se distribuye por Turkmenistán, Irán, Afganistán y Pakistán .

## Descripción
Es una planta anual, que alcanza un tamaño de 10-30 (-50) cm de alto, erguida, ramificada arriba, glabras excepto las silicuas, glauca. Hojas ovadas, sésiles, cordadas, amplexicaules,  de 10-50 mm de largo, 2,5 a 25 mm de ancho. Las inflorescencias en racimos con 30-40 flores, laxa y de hasta 15 cm de largo en la fruta. Flores de 2 mm de diámetro, de color amarillento; con pedicelo de hasta 4 mm de largo en el fruto. El fruto es una silicua cimbiforme, de 5-8 mm de largo (incluyendo el pico); 3-4 mm de ancho, pilosas o glabras; semillas de 2.5 mm de largo, 1.5 mm de ancho, de color marrón.

## Taxonomía
Tauscheria lasiocarpa fue descrita por Fisch. ex DC. y publicado en Systema Naturae . . . editio decima tertia, aucta, reformata 2: 563. 1821.
Sinonimia
- Tauscheria desertorum Ledeb.
- Tauscheria gymnocarpa Fisch. ex DC.
- Tauscheria lasiocarpa var. gymnocarpa (Fisch. ex DC.) Boiss.
- Tauscheria lasiocarpa var. lasiocarpa
- Tauscheria oblonga Vassilcz.[2]